# 36 Tage Terror
36 Tage Terror ist ein US-amerikanischer Spielfilm von Jefery Levy aus dem Filmjahr 1994. Er ist eine Verfilmung eines Romans von Andrew Wellman.

## Handlung
Terroristen überfallen einen Laden, wo sie die Jugendlichen Cliff Spab, Wendy Pfister und Joe Dice als Geiseln nehmen. Sie filmen das Geschehen und verlangen, dass die aufgenommenen Bänder ausgestrahlt werden.
Während sein Freund Joe bei dem Überfall ums Leben kommt, wird der aus der Arbeiterklasse stammende Cliff als eine der überlebenden Geiseln durch die Ausstrahlung der Bänder in den Medien für die nächsten Tage zum Helden.

## Kritiken
- Peter Rainer verglich den Film in der Los Angeles Times mit dem Thriller Natural Born Killers. Er warf dem Film Narzissmus und Sentimentalität vor. Die Motive der Täter würden nicht erklärt.[1]

- Roger Ebert schrieb in der Chicago Sun-Times, dass der Film einen dummen Charakter zeige, bei dem Forrest Gump ein Genie wäre.[2]

## Hintergründe
Das Drama wurde in Los Angeles gedreht.
In einer Szene auf einer Bank ist Tobey Maguire als Kiffer Al zu sehen.